# گودمنز کورنر (کالیفرنیا)
گودمنز کورنر (به انگلیسی: Goodmans Corner) یک منطقهٔ مسکونی در ایالات متحده آمریکا است که در شهرستان کالاوراس، کالیفرنیا واقع شده‌است. گودمنز کورنر ۵۷ متر بالاتر از سطح دریا واقع شده‌است.